# 아이올리스
아이올리스(고대 그리스어: Αιολίς, Aeolis) 또는 아이올리아(그리스어: Αιολία)는 소아시아의 서부와 북서부의 해안 지역과 약간의 섬(특히 레스보스 섬)으로 구성되는 지역이다. 그곳에는 그리스 도시국가 아이올리스가 있었다. 아이올리스는 미시아(Mysia)의 남부를 포함하며, 북부는 미시아, 남부는 이오니아(Ionia), 동부는 리디아(Lydia)와 경계하였다.

소아시아 서부의 그리스 도시국가들: 검붉은색이 아이올리스이다